# Erwin Dirnberger

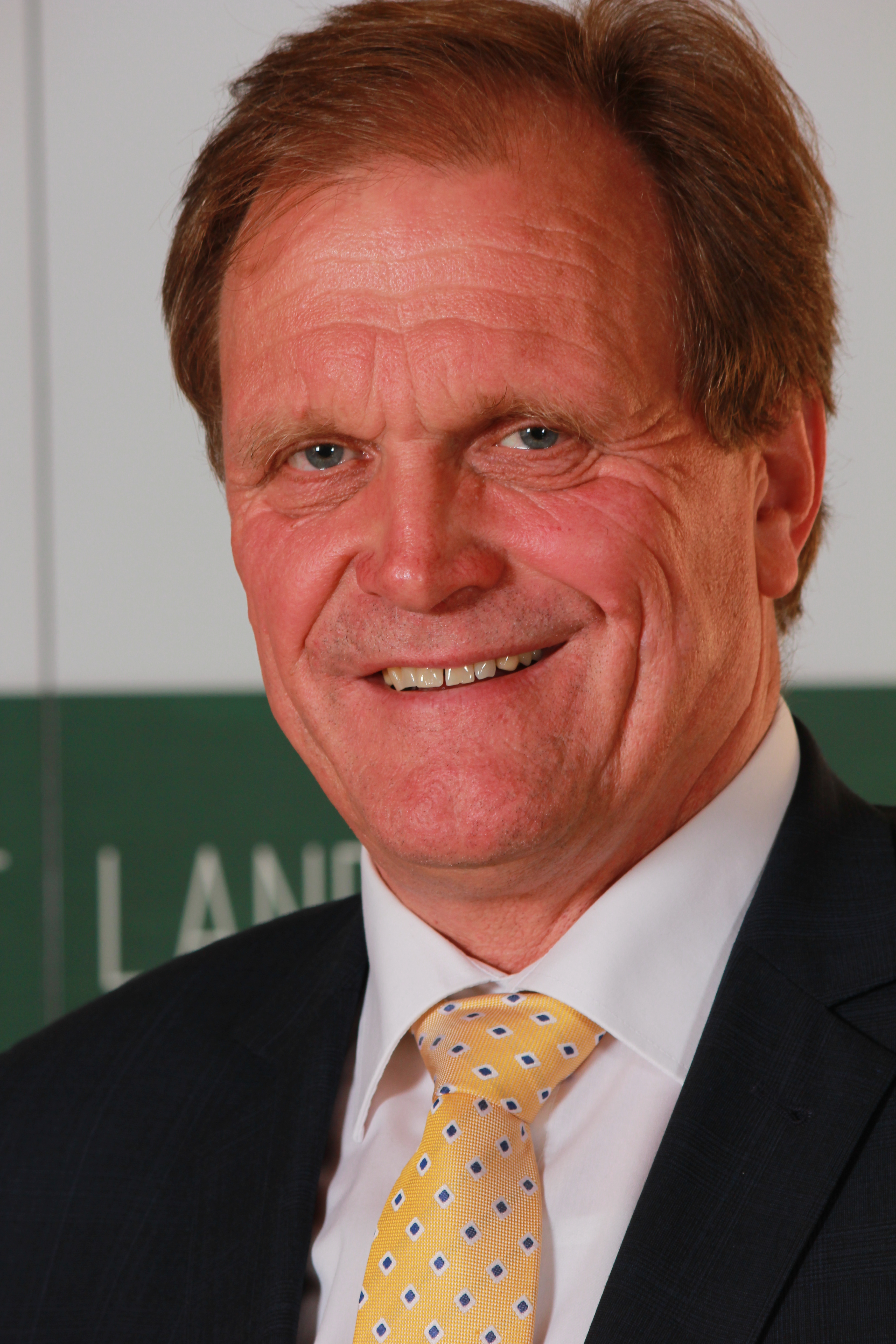
Erwin Dirnberger (2016)

Erwin Dirnberger (* 17. Juli 1957) ist ein österreichischer Politiker (ÖVP). Er ist seit 1990 Bürgermeister und war von 1996 bis 2024 Abgeordneter zum Steiermärkischen Landtag. Seit 2007 ist er Präsident des Gemeindebundes Steiermark.

## Leben

### Ausbildung und Beruf
Dirnberger besuchte von 1963 bis 1967 die Volksschule in Sankt Johann ob Hohenburg (Gemeinde Sankt Johann-Köppling) und im Anschluss von 1967 bis 1971 die Hauptschule in Krottendorf-Gaisfeld. Danach absolvierte er im Schuljahr 1971/72 den Polytechnischen Lehrgang und zwischen 1972 und 1974 die landwirtschaftliche Fachschule in Stainz. Zudem absolvierte Dirnberger in Wolfpassing 1980 einen Melklehrerlehrgang und 1982 einen Hofberaterlehrgang, zudem ist er Nebenerwerbslandwirt. Von 1978 bis 2006 war er Molkereiangestellter. Seinen Präsenzdienst leistete er zwischen 1990 und 1991 in der Kirchnerkaserne in Graz ab, zudem war er im Grenzeinsatz im Burgenland.

### Politik
Dirnberger begann seine politische Karriere von 1978 bis 1983 als Obmann der Jungen Volkspartei in St. Johann-Köppling und übernahm 1986 die Funktion des Ortsparteiobmanns der ÖVP. Seit 1990 hatte er das Amt des Bürgermeisters der Gemeinde Sankt Johann-Köppling inne und ist seit 2015 Bürgermeister der Fusionsgemeinde Söding-Sankt Johann. 1996 wurde er zum ÖVP-Bezirksparteiobmann Voitsberg gewählt. Zudem vertritt er die ÖVP seit 1996 im Landtag und ist Bereichssprecher für Gemeinden sowie für Bau- und Raumordnung. Seine politischen Schwerpunkte sieht Dirnberger in den Bereichen Gemeinden, Ländlicher Raum sowie der Region Voitsberg.